# Epiblema chromata
Epiblema chromata es una especie de polilla del género Epiblema, familia Tortricidae. Fue descrita científicamente por Miller en 1985.
Tiene una envergadura de 11 a 18 mm. Forma agallas en Euthamia graminifolia.
Se encuentra en Canadá y Estados Unidos, en  Wisconsin a Quebec y hacia el sur hasta Florida y hasta Texas.